# ديريك هارفي (لاعب كرة قدم أمريكية)
ديريك هارفي (بالإنجليزية: Derrick Harvey)‏ هو لاعب كرة قدم أمريكية أمريكي، ولد في 9 نوفمبر 1986 في غرينبيلت في الولايات المتحدة.

## وصلات خارجية
- ديريك هارفي على موقع مرجع كرة القدم المحترفة.كوم (الإنجليزية)